# Daniela Svensson
Daniela Helmy Nicola Svensson, född 26 oktober 1972 i Vantörs församling i Stockholm, är en svensk skådespelare.

## Biografi
Daniela Svensson har tidigare bott utomlands i samband med studier. I London genomförde hon skådespelarstudier åren 1997–2000.

### TV, film och teater
Hennes skådespelarkarriär inleddes på allvar i början på 2000-talet, via medverkan i TV-serier som Spung (2002) och långfilmer som Kontorstid (2003). 
Svensson har senare synts bland annat i roller i olika filmatiseringar av deckarromaner. 2005 spelade hon med i Van Veeteren – Carambole, och 2012 hade hon en roll i Maria Wern – Svart fjäril.
Parallellt med rollerna inom film och TV har Daniela Svensson gjort ett antal roller på olika teaterscener. Vid Rosenlundsteatern har hon bland annat spelat i Röda band (2002) och Sagan om Perseus, medan hon på Uppsala Stadsteater synts i Långt hem (2004; som yogaläraren "Iris") och Svartsjuka (2005). Svensson har också gjort roller för Stockholms stadsteater, inklusive 2006 års Jösses flickor – Återkomsten.
Hon har i två olika scenuppsättningar uppmärksammats för sin tolkning av rollfiguren "Giraff-Maika" i pjäsen Auf der Greifswalder Strasse av den tyske dramatikern Roland Schimmelpfennig. 2008 tog Riksteatern upp historien, under titeln 24 timmar Berlin, och året efter sattes pjäsen upp på Stockholms stadsteater under titeln Hållplats.
2010 medverkade hon i en uppsättning av Bernardas hus efter Federico García Lorca.

### Radioteater och talböcker
Daniela Svensson har även varit aktiv inom radioteater. Hon har läst in ett stort antal talböcker
- 2002 – Spung (TV-serie)
- 2003 – Kontorstid
- 2004 – Rancid
- 2005 – Van Veeteren – Carambole (som "biljardhallsanställd")
- 2005 – Vinnare och förlorare
- 2007 – Ett gott parti (TV-serie)
- 2007 – Labyrint (TV-serie)
- 2009 – Mannen under trappan
- 2012 – Maria Wern – Svart fjäril

## Teater

### Roller (urval)
| År   | Roll                | Produktion                                                                     | Regi              | Teater                         |
| ---- | ------------------- | ------------------------------------------------------------------------------ | ----------------- | ------------------------------ |
| 2002 | Jessica             | Röda band Annette Lundborg och Annabelle Rice                                  | Annabelle Rice    | Rosenlundsteatern              |
| 2003 |                     | Sagan om Perseus Teater Barbara och Ulf Evrén                                  | Ulf Evrén         | Rosenlundsteatern              |
| 2004 | Milli               | Långt hem Mikael Olsson                                                        | Jenny Andreasson  | Uppsala Stadsteater            |
| 2005 |                     | De onda barnen Edward Gorey                                                    | Ellen Lamm        | Teater Hemma hos Södra Teatern |
| 2006 | Iris                | Svartsjuka Esther Vilar                                                        | Torbjörn Astner   | Uppsala stadsteater            |
| 2006 | Fia                 | Jösses flickor – Återkomsten Margareta Garpe, Suzanne Osten och Malin Axelsson | Maria Löfgren     | Stockholms stadsteater         |
| 2007 | Fröken Montag m.fl. | Nya processen Peter Weiss                                                      | Hugo Hansén       | Stockholms stadsteater         |
| 2008 | "Giraffen" Maika    | 24 timmar Berlin Roland Schimmelpfennig                                        | Melanie Mederlind | Riksteatern                    |
| 2009 | Giraff-Maika        | Hållplats Roland Schimmelpfennig                                               | Mats Ek           | Stockholms stadsteater         |
| 2010 | Angustias           | Bernardas hus Federico García Lorca                                            | Sunil Munshi      | Teater Replica                 |